# Jacques Roergas de Serviez
Jacques Roergas de Serviez (Saint-Gervais-sur-Mare, 16 aprile 1679 – Saint-Gervais-sur-Mare, gennaio 1727) è stato uno scrittore francese.

## Biografia
Nato in seno a una famiglia nobile, ricevette un'educazione privata da Percion de Montgaillard, vescovo di Saint-Pons, e si iscrisse in seguito alla facoltà di Giurisprudenza dell'Università di Montpellier, dove conseguì la laurea. Secondo l'usanza dei nobili rampolli del tempo, fece un viaggio in Italia per completare la propria formazione, soggiornando in particolare a Roma.
A Roma accadde un evento decisivo per il suo futuro umano e professionale: fece assolvere, davanti alla Sacra Congregazione dei Religiosi, una giovane che voleva rinunciare ai voti. Da quel momento il de Serviez decise di consacrare i propri studi alle figure femminili che avevano popolato la storia, spesso incidendovi in modo determinante ma generalmente trascurate dalla storiografia ufficiale.
Così, dopo aver riguadagnato il luogo natìo, si impegnò in numerose ricerche, aiutato da una solida preparazione storica e filologica e da una notevole conoscenza dell'antichità classica. Conscio di poter raccogliere una maggior quantità di materiale solo in una città più grande si stabilì a Parigi, trascurando la propria professione a vantaggio della nuova passione.
Dopo anni di lavoro, nel 1718 diede alle stampe Les impératrices romaines, ou Histoire de la vie et des intrigues secretès des douze Césars (Le imperatrici romane, o la storia della vita e degli intrighi segreti dei dodici Cesari), volume in cui tracciava la biografia di alcune consorti di imperatori romani, attingendo a storici quali, prescindendo dall'ordine cronologico, Tito Livio, Tacito, Plutarco, Svetonio, Valerio Massimo, Velleio Patercolo e Cassio Dione ma anche a opere letterarie come le odi oraziane e testi di Ovidio, Cicerone, Seneca, Eutropio, Prudenzio e altri ancora.
L'importanza dell'opera consiste nella sua novità: il libro può considerarsi uno dei primi esempi di "storia di donne illustri". A partire da testi in cui vengono citate come figure secondarie, de Serviez compone un mosaico in cui le figure femminili assurgono a personaggi determinanti nelle scelte politiche dei mariti. Il pregio dell'opera deriva dalla varietà di fonti usate e da una valutazione equilibrata e non vincolata da pregiudizi, per cui se di alcune mogli si tessono le lodi, altre vengono condannate, assumendo anche per questo rispetto un ruolo paragonabile a quello che era sempre stato attribuito agli uomini.
Due anni più tardi licenziò l'opera accresciuta, in due volumi, riscuotendo un ampio successo di pubblico e convincendosi ad approntare una terza edizione che uscì postuma nel 1728. Secondo quanto emerso dalla corrispondenza del de Serviez, il progetto era ancora a livello di abbozzo: l'autore voleva coprire un lasso temporale che giungesse fino alla caduta di Costantinopoli del 1453. In ogni caso, il libro fu ristampato molte volte nel diciottesimo secolo, ricevendo gli elogi di Lenglet Duprensoy, un critico severo e raramente prodigo di complimenti.
Nel 1724 pubblicò il romanzo Le caprice, ou les effets de la fortune (Il capriccio, o gli effetti della fortuna), e nel 1728 (era morto l'anno prima) uscì anche Les hommes illustres du Languedoc (Gli uomini illustri della Linguadoca). L'Histoire du père Crillon, invece, è rimasta inedita. L'Histoire secrète des fammes galantes de l'antiquité (Storia segreta delle donne galanti dell'antichità), pubblicata in sei volumi tra il 1726 e il 1832 fu lungamente attribuita al Nostro, ma è in realtà un apocrifo, come è stato appurato dalla testimonianza del nipote Emmanuel, cui dobbiamo una notizia bio-bibliografica che ha rivelato i pochi fatti noti sulla vita del de Serviez.
Sposato con Thérèse D'Estoriac, ebbe quattro figli maschi, di cui due scomparsi prematuramente.
Fu insignito dei titoli di Cavaliere di San Lazzaro e dell'Ordine di Nostra Signora del Monte Carmelo.
In Italia, l'opera principale del De Serviez fu tradotta a Bologna da un ignoto che si firmò A. C. e data alle stampe per i tipi di Nobili in due volumi nel 1820-21.

## Edizioni
- Jacques Roergas de Serviez, Les Femmes des douze Cesars, 2 voll., Paris, De Launay, 1720
- Le mogli dei dodici Cesari Del Signor De Serviez, 2 voll., Bologna, Nobili, 1820 (il secondo volume reca la data del 1821)